# Aspinwall (Pennsylvania)
Aspinwall  è un comune (borough) degli Stati Uniti d'America, nella contea di Allegheny nello Stato della Pennsylvania. È un sobborgo di Pittsburgh.

## Società

### Evoluzione demografica
La composizione etnica vede una prevalenza della razza bianca (91,7%) seguita da quella asiatica (5,4%).
| borough di Aspinwall Popolazione |       |
| 2000                             | 2.960 |
| 2010                             | 2.801 |